# Satakunta välfärdsområde
Satakunta välfärdsområde (finska: Satakunnan hyvinvointialue) är ett av de 21 välfärdsområdena i Finland. Välfärdsområdet grundades som en del av reformen som berör social- och hälsovården och räddningsväsendet i Finland, och det omfattar samma område som landskapet Satakunta.

Satakunta välfärdsområde.

## Kommuner
Satakunta välfärdsområde består av sexton kommuner, varav sju är städer (2021). Städerna är markerade med fet stil.

- Björneborg
- Eura
- Euraåminne
- Harjavalta
- Jämijärvi
- Kankaanpää
- Karvia
- Kumo
- Nakkila
- Påmark
- Raumo
- Sastmola
- Siikais
- Säkylä
- Ulvsby
- Vittis

I oktober 2022 fanns det 213 011 invånare i Satakuntas välfärdsområde.

## Tjänster
Från och med 1 januari 2023 överförs ansvaret för social- och hälsovårdstjänster och räddningsväsende från kommuner och samkommuner till välfärdsområdena. Enligt lag ska kommuners och samkommuners gällande avtal överföras till välfärdsområden.

## Beslutsfattande

### Välfärdsområdesvalet
Vid välfärdsområdesval utses välfärdsområdesfullmäktige för välfärdsområdena, som ansvarar för ordnandet av social- och hälsovården och räddningsväsendet från och med den 1 januari 2023. Välfärdsområdena har självstyre och den högsta beslutanderätten utövas av välfärdsområdesfullmäktige. Välfärdsområdesval förrättas samtidigt med kommunalval.
Det första välfärdsområdesvalet hölls den 23 januari 2022. Då valdes 69 personer till välfärdsområdesfullmäktige i Satakunta.

### Välfärdsområdesfullmäktige
Välfärdsområdesfullmäktige ansvarar för välfärdsområdets verksamhet och ekonomi. Fullmäktige fattar beslut om årsbudgeten, godkänner bokslutet och ansvarar för strategiska linjer.

### Mandatfördelning
| 6 | 20 | 3 | 9 | 14 | 3 | 13 |  |

| 32 | 37 |

| 7 | 20 | 4 | 7 | 16 |  | 13 |